# Mthokozisi Sibanda
Pour les articles homonymes, voir Sibanda.
Mthokozisi Sibanda, né le 13 novembre 1998, est un coureur cycliste zimbabwéen.

## Biographie
En 2023, Mthokozisi Sibanda devient champion du Zimbabwe du contre-la-montre. L'année suivante, il s'impose sur une course nationale disputée entre Gweru et Bulawayo. Il représente également son pays aux championnats d'Afrique, organisés à Eldoret. 

## Palmarès et résultats

### Par année
- 2022
  - 3e du championnat du Zimbabwe du contre-la-montre
- 2023
  -  Champion du Zimbabwe du contre-la-montre
- 2024
  - Flying Eagles Cycling Club Classic
  - 3e du championnat du Zimbabwe du contre-la-montre

### Classements mondiaux
| Année           | 2023 |
| --------------- | ---- |
| UCI Africa Tour | 93e  |